# 丹波市立和田小学校
丹波市立和田小学校（たんばしりつわだしょうがっこう）は兵庫県丹波市山南町和田にある公立小学校。
2018年（平成30年）時点の児童数は204名となっている。また、兵庫県内でも珍しい裏山「校山園」が敷地内にあり児童が遊ぶことが出来る。2022年度までの丹波市立和田中学校との1小学校1中学校体制は県下でも珍しい存在であった（認定こども園わだ、丹波市立和田中学校とのコミュニティ・スクールの推進）。

## 沿革
- 1873年（明治6年）- 崇広館支校・分寮 大成舎 静行舎 正晴舎 得精舎 卓立舎設置[2]
- 1874年（明治7年）- 和田、淳正、四谷、朝阪各小学校と改称
- 1876年（明治9年）- 和田、淳正小学校合併し、成章小学校と改称
- 1888年（明治17年）- 四谷、朝阪両小学校、成章小学校と合併。小野尻、草部両分校設置
- 1891年（明治20年）- 成章尋常小学校と改称、成章簡易小学校を併設
- 1892年（明治21年）- 校舎増築竣工
- 1895年（明治24年）- 成章簡易小学校を廃止
- 1896年（明治25年）- 和田村立成章尋常小学校並びに和田村立小野尻尋常小学校と改称
- 1898年（明治27年）1月20日 - 成章、小野尻両尋常小学校合併し和田尋常小学校と改称、現在地に校舎竣工
- 1899年（明治28年）- 高等小学校併置、和田尋常高等と改称
- 1904年（明治33年）- 校山園設置
- 1909年（明治38年）4月20日 - 校章制定[3]
- 1913年（大正2年）- 講堂新築竣工
- 1924年（大正13年）- 校舎改築竣工
- 1927年（昭和2年）- 校舎増築竣工
- 1931年（昭和6年）- 郷土史刊行
- 1941年（昭和16年）- 和田村立和田国民学校と改称
- 1942年（昭和17年）- 新校舎「高室館」竣工、高室寿太郎先生寿像除幕式
- 1947年（昭和22年）- 和田村立和田小学校と改称
- 1948年（昭和23年）- 和田小学校育友会発足
- 1953年（昭和28年）- 和田村立和田幼稚園併設
- 1954年（昭和29年）- 創立60周年記念式挙行
- 1957年（昭和32年）- 山南町立和田小学校と改称 学校給食室設置、学校給食開始
- 1958年（昭和33年）- 小中兼用プール竣工
- 1960年（昭和35年）- 講堂兼屋内体育館竣工
- 1969年（昭和44年）- プール竣工
- 1974年（昭和49年）- 創立100周年記念式挙行、校旗新調
- 1978年（昭和53年）- 校舎全面新築竣工
- 1985年（昭和60年）- 校舎外部改築
- 1987年（昭和62年）- 運動場暗渠排水工事
- 1989年（平成元年）- 給食棟竣工 ランチルームで給食開始
- 1996年（平成8年）- 体育館新築竣工
- 1998年（平成10年）- 校舎大規模改造工事 （1期）
- 1999年（平成11年）- 校舎大規模改造工事 （2期）
- 2000年（平成12年）- 運動場全面改修工事
- 2004年（平成16年）11月1日 - 丹波市立和田小学校と改称
- 2009年（平成21年）- 校山園鹿柵設置
- 2010年（平成22年）- 防犯カメラ設置　男子トイレ修繕（2・3Ｆ車椅子可）
- 2014年（平成26年）- 学校給食のセンター化、体育館天井落下防止対策工事
- 2015年（平成27年）- プール改修工事
- 2016年（平成28年）- エレベータ設置工事

## 校歌
- 作詞：植木巌
- 作曲：橋本喬雄[4]

## 校区
- 丹波市山南町
  - 和田、五ヶ野、坂尻、小野尻、西谷、小畑、小新屋、金倉、北和田、前川、応地、梶、草部、山本、美和[5]

## 校区が隣接している学校
- 丹波市立小川小学校
- 丹波市立南小学校
- 丹波市立西小学校